# کعبه (آلبوم)
 کعبه نام یک آلبوم موسیقی بسیار موفق اثر معین، هنرمند ایرانی است که در سبک پاپ و سنتی تهیه شده و دارای ۷ آهنگ است.

## فهرست آهنگ‌ها
| نام ترانه         | ترانه سرا        | آهنگساز          | تنظیم            |
| ----------------- | ---------------- | ---------------- | ---------------- |
| کعبه              | مسعود امینی      | معین             | آندرانیک         |
| مَست               | عارف ابراهیم پور | عارف ابراهیم پور | عارف ابراهیم پور |
| من باهاتَم         | علیرضا میبُدی     | استاد عماد رام   | کاظم رزازان      |
| وقتی که تو رفتی   | جهانبخش پازوکی   | جهانبخش پازوکی   | جهانبخش پازوکی   |
| دعای ِ شب          | جهانبخش پازوکی   | جهانبخش پازوکی   | آندرانیک         |
| می پرستم          | معین             | کاظم رزازان      | کاظم رزازان      |
| وقتی سَرت رو شونَمه | مسعود امینی      | معین             | آندرانیک         |